# Emine Hatun
Emine Hatun (turco ottomano: امینہ خاتون, lett. "la benevola" o "degna di fiducia"; Elbistan, ... – Bursa, 1449) è stata una principessa anatolica, moglie del sultano ottomano Mehmed I e madre di Murad II.

## Biografia
Emine Hatun nacque alla fine del XIV secolo a Elbistan, nel beilicato di Dulqadiridi, figlia del sovrano locale Nasreddin Mehmed e della sua consorte Khadija Khatun.
Nel 1403 il sultano ottomano Mehmed I, appena uscito vittorioso dalla sua guerra civile per il trono contro il fratellastro Isa Çelebi, che era sostenuto da Isfendyar Bey di Candar, decise di forgiare una nuova alleanza, proponendo a Nasreddin di prendere in moglie sua figlia Emine.
Il matrimonio avvenne quello stesso anno e l'anno seguente Emine mise al mondo un figlio, Murad, che sarebbe poi salito al trono come Murad II.
Emine sopravvisse alla morte di suo marito nel 1421, morendo durante il regno di suo figlio, nel 1449. Venne sepolta nella moschea Hatuniye all'interno del complesso Muradiye di Bursa.
Nel 1449 la nipote di Emine, Sittişah Mükrime Hatun, figlia di suo fratello Suleyman Beg, sposò uno dei figli di Murad II, Mehmed II. In seguito, una delle nipoti di Sittişah, Ayşe Hatun, avrebbe a sua volta sposato un figlio di Mehmed II, Bayezid II.

## Discendenza
Da Mehmed I, Emine Hatun ebbe un figlio:
- Murad II (1404 - 1451), sesto Sultano dell'Impero ottomano.